# Луї Адріан
Луї Огюст Адріан (29 серпня 1859, Мец — 8 серпня 1933, Париж, Валь-де-Грас) — інженер-політехнік та французький військовий інтендант, відомий тим, що розробив каску, якою оснащував французьку армію під час Першої та на початку Другої світової війни.

## Біографія
Під час німецької анексії 1871 року Луї Огюсту Адріану довелося виїхати з Меца возом, що належав його батькам. Виборовши перемогу в загальному конкурсі, був зарахований до Політехнічного коледжу. Після закінчення артилерійської та інженерної школи отримав офіцерське звання та став військовим інженером.
Від 1885 року працював у Сомюрі, Ренні, Сен-Мало та в Гранвілі. У Сен-Мало від 1891 до 1895 року він відповідав за оборонні споруди на острові Сезімбра, що розташований навпроти міста.
1907 року, ставши заступником військового міністра, Луїс Адріан боровся проти шахрайства та корупції у відомстві, в результаті чого у нього з'явились вороги як серед військовиків, так і серед підприємців. Через це він пішов у відставку в травні 1913 року, втім після початку війни звернувся з клопотанням про поновлення на службі.

### Намети
У серпні 1915 року він запропонував використовувати збірні казарми. Його проєкт прийняли, і такі конструкції використовувались в Африці, Салоніках і Корфу. Такі казарми коштували приблизно стільки ж, як і намет відповідного розміру, їх було легко збирати, не маючи при цьому кваліфікованих працівників. Окрім того, такі казарми мали змінні модулі та були багаторазового використання. Зрештою, завдяки спеціальним опорам така конструкція була стійкою, на відміну від легких наметів. Базова модель була завдовжки 12 м, але її можна було подовжити, додаючи модулі.

### Каска Адріана

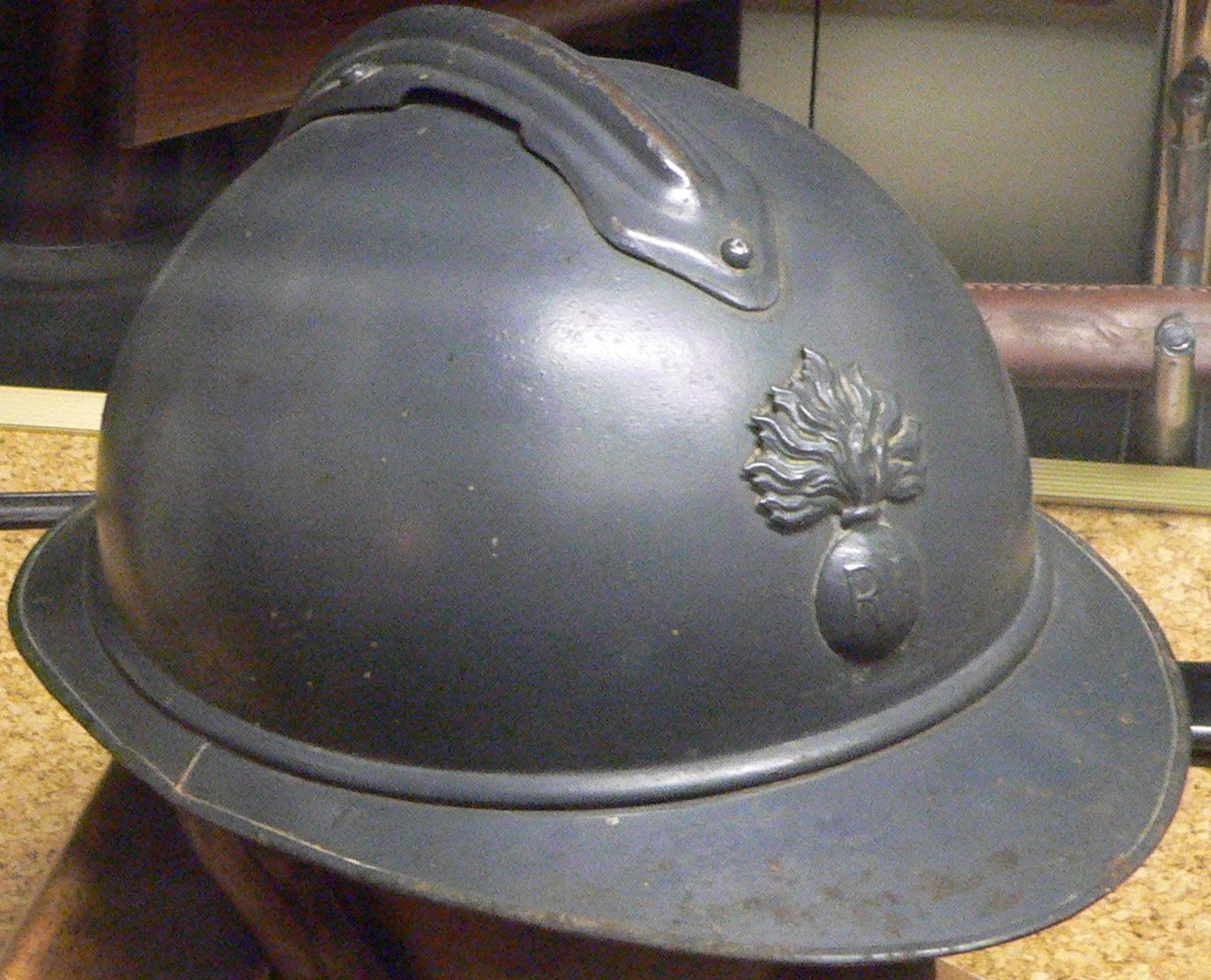
Каска Адріана

Взимку 1914 року він вирішив найсерйознішу проблему. 77 % поранених зазнавали поранень у голову, а понад 80 % таких поранень були смертельними. Адріан запропонував розмістити над кепі дуже легкий сталевий шолом вагою всього 700 грамів. Щорічно виробляли 7 мільйонів таких шоломів. Їх закуповували бельгійці, італійці, серби, румуни та росіяни. Ефект був вражаючим: 1916 році було лише 22 % поранень голови, а половина з них — не летальні. Завдяки подібним винаходам Луї Адріана називали «генералом, який урятував сотні тисяч життів».

### Інші досягнення
Попри протидію з боку недоброзичливців, він продовжив свої дослідження, розробляючи нагрудні знаки, непробивні окуляри, броньовані вежі для льотчиків та навіть вивчаючи використання сонячної енергії. 1918 року Жорж Клемансо звернувся до нього з проханням визначити за допомогою тріангуляції розташування «паризької гармати» (Pariser Kanonen або Wilhelmgeschutze німецькою, далекобійної гармати калібру 210 mm, з якої німці обстрілювали Париж). Знову вийшов у відставку 1920 року.

### Пізні роки
16 червня 1920 року був нагороджений ступенем Великого офіцера ордена Почесного легіону.
Помер у лікарні Валь-де-Ґрас 8 серпня 1933 року. Його могила в Жене унікальна: вона носить гранітну каску Адріана.